# Гомбожавын Занданшатар
Гомбожавын Занданшатар (монг. Гомбожавын Занданшатар; род. 8 марта 1970, Баацагаан, Баянхонгор, МНР) — монгольский политический и государственный деятель. Председатель Великого государственного хурала Монголии VI созыва с 1 февраля 2019 года. С 13 июня 2025 года назначен премьер-министром Монголии.

## Карьера
1996—1998 — глава Управления иностранной валюты Сельскохозяйственного банка, начальник отдела кредитования и монетарной политики Сельскохозяйственного банка.
1998 — менеджер по подготовке кадров Банка Монголии.
2000—2003 — замдиректора Хан-банка.
2003—2004 — заместитель министра сельского хозяйства.
2004—2012 — депутат Великого государственного хурала.
12 ноября 2009 — 17 августа 2012 — министр иностранных дел и торговли Монголии.
В 2010 году Занданшатар принимал в Государственном дворце (Белом доме) на официальном обеде Мун Хён Джина и его делегацию в рамках проведения Глобального фестиваля мира, проходящем на тот момент в Монголии[значимость факта?].
1 февраля 2019 года Великий государственный хурал Монголии избрал Занданшатара председателем парламента. Назначение получило поддержку 95 % депутатов.
12 июня 2025 года Великий государственный хурал избрал Гомбожавына Занданшатара премьер-министром. Он получил поддержку 108 голосов из 126 членов палаты.

## Выборные посты
- Член конференции Монгольской народной партии
- Член руководящего совета Монгольской народной партии
- Президент Шахматной федерации Монголии[10]
- Президент Молодёжного объединения социальной демократии
- Председатель Великого государственного хурала Монголии

## Награды и премии

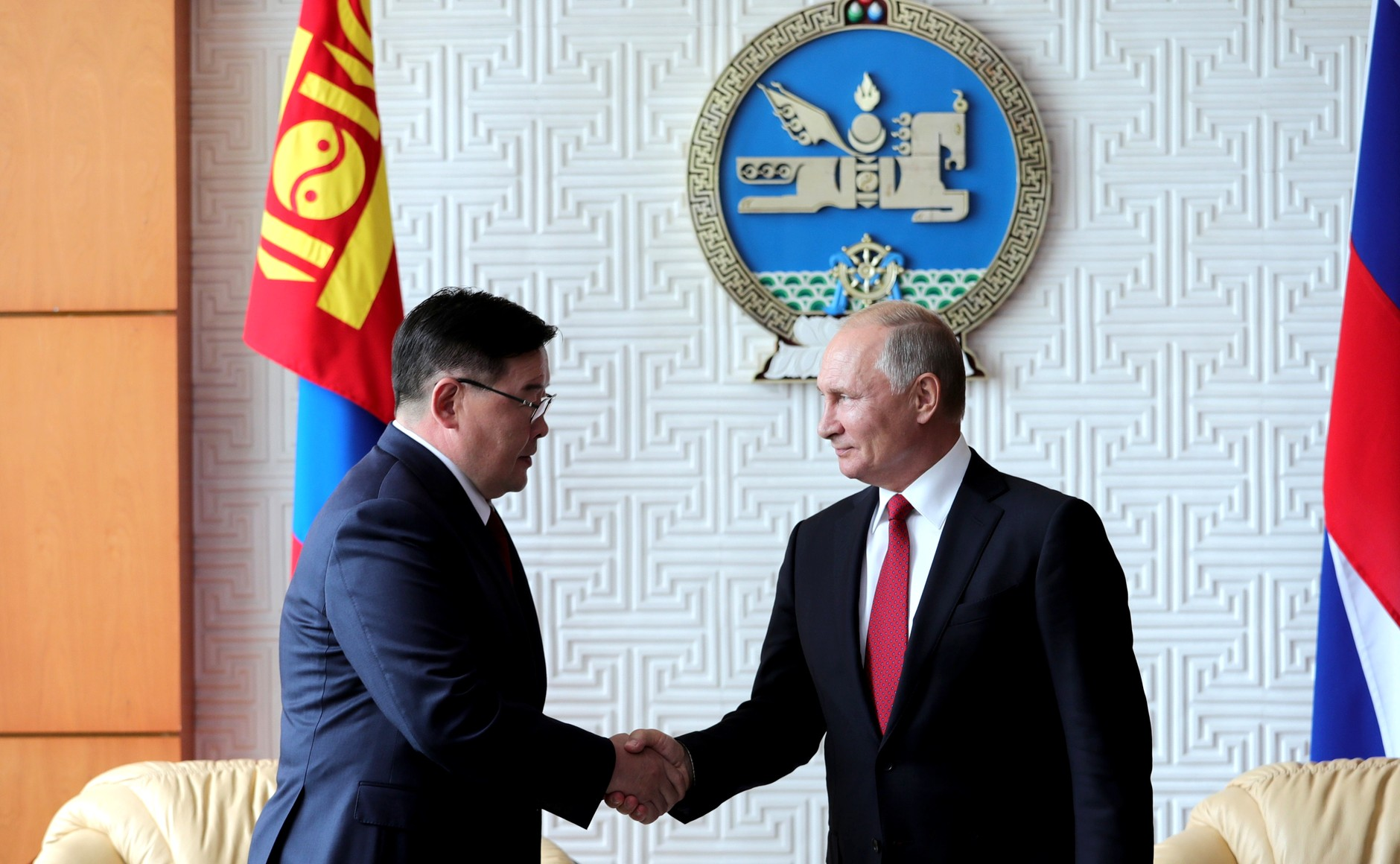
С президентом России Владимиром Путиным. Улан-Батор, 3 сентября 2019 года

- 2004 — Лучший банковский служащий и экономист
- 2005 — Памятная медаль 800-1 годовщины Великого монгольского государства
- 2006 — Лучший экономист и финансист
- 2009 — Орден Полярной Звезды
- 2011 — Орден князя Ярослава Мудрого III степени (29 июня 2011 года, Украина) — за значительный личный вклад в развитие украинско-монгольских межгосударственных отношений[11]

## Семья
Женат, двое детей.